# Łatgalskie przedmieście

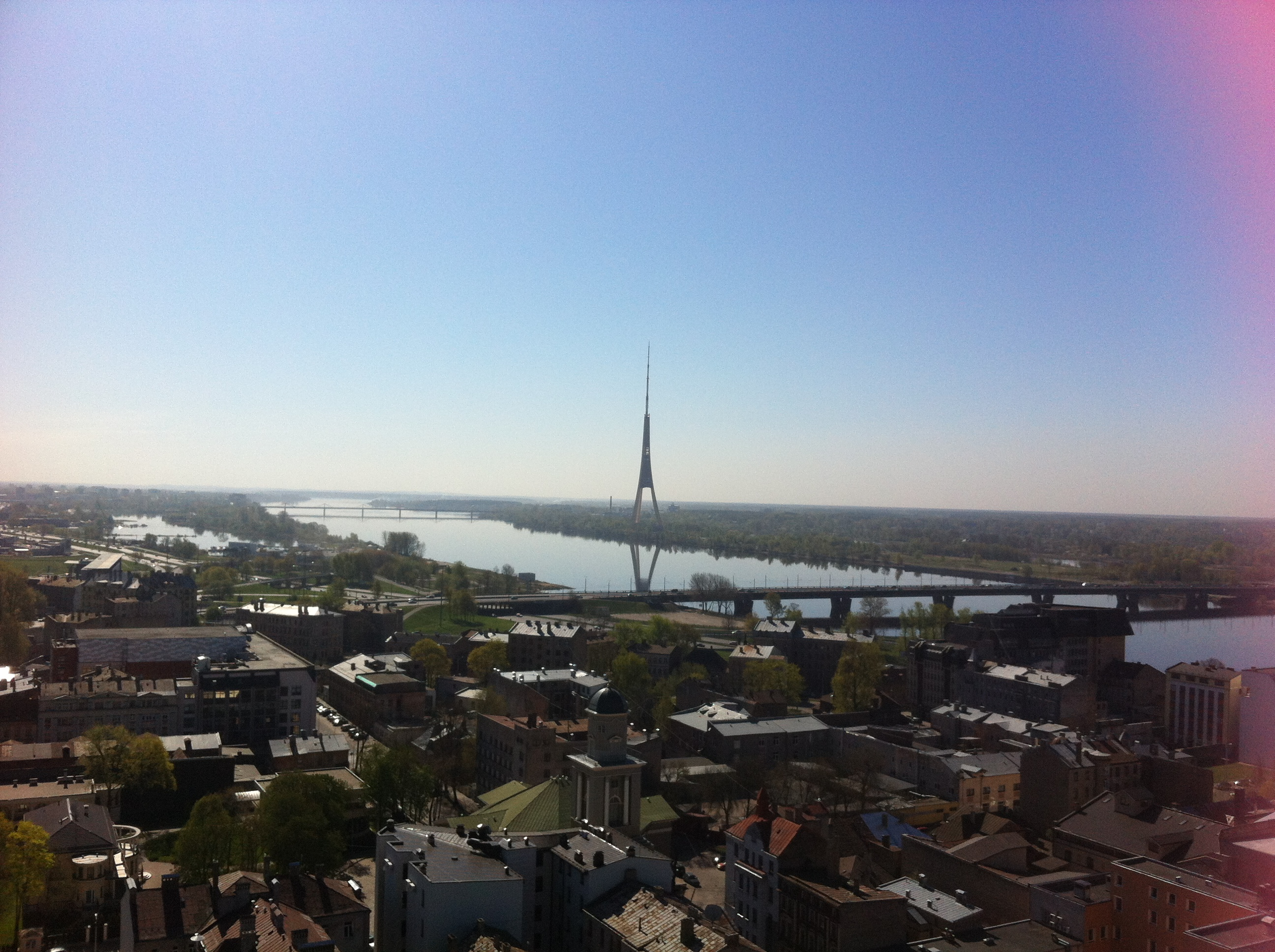
Moskiewskie Przedmieście

Łatgalskie przedmieście (łot. Latgales priekšpilsēta; do upadku ZSRR: Maskavas rajons) – jeden z sześciu rejonów administracyjnych Rygi, położony w południowo-wschodniej części miasta. Zajmuje powierzchnię 50 km², a liczba jego mieszkańców wynosi 189 486 ludzi, co czyni go największym rejonem Rygi (według liczby mieszkańców).
Na północnym wschodzie (Pļavnieki), południu (Ķengarags) i środkowej części znajdują się „mikrorejony” sypialne, zaś w północnej części można podziwiać historyczną zabudowę z XIX wieku. Przez dzielnicę przechodzi linia kolejowa w kierunku Moskwy. Na obszarze przedmieścia znajduje się również stacja rozrządowa Rīgas Preču – 2, zaś tuż za wschodnią granicą elektrownia TEC-2. Obecnie zakończono roboty związane z budową Mostu Południowego przez Dźwinę.

## Dzielnice
W skład Łatgalskiego Przedmieścia wchodzą następujące dzielnice:
- Avotu iela
- Dārzciems
- Dārziņi
- Grīziņkalns (częściowo w Rejonie Centralnym)
- Ķengarags
- Moskiewskie Przedmieście
- Pļavnieki
- Rumbula
- Šķirotava